# Gran Ducado de Mecklemburgo-Strelitz
El Gran Ducado de Mecklemburgo-Strelitz fue un territorio en el norte de Alemania, sostenido por una línea menor de la Casa de Mecklemburgo, residente en Neustrelitz. Como su vecino Gran Ducado de Mecklemburgo-Schwerin, fue un Estado soberano miembro de la Confederación Germánica y se convirtió en estado federado de la Confederación Alemana del Norte y finalmente del Imperio alemán con la unificación de 1871. Después de la Primera Guerra Mundial y la revolución alemana de 1918-19 fue sucedido por el Estado Libre de Mecklemburgo-Strelitz, en el seno de la República de Weimar. Su territorio histórico se sitúa en la actualidad en el estado federado de Mecklemburgo-Pomerania Occidental.

## Geografía

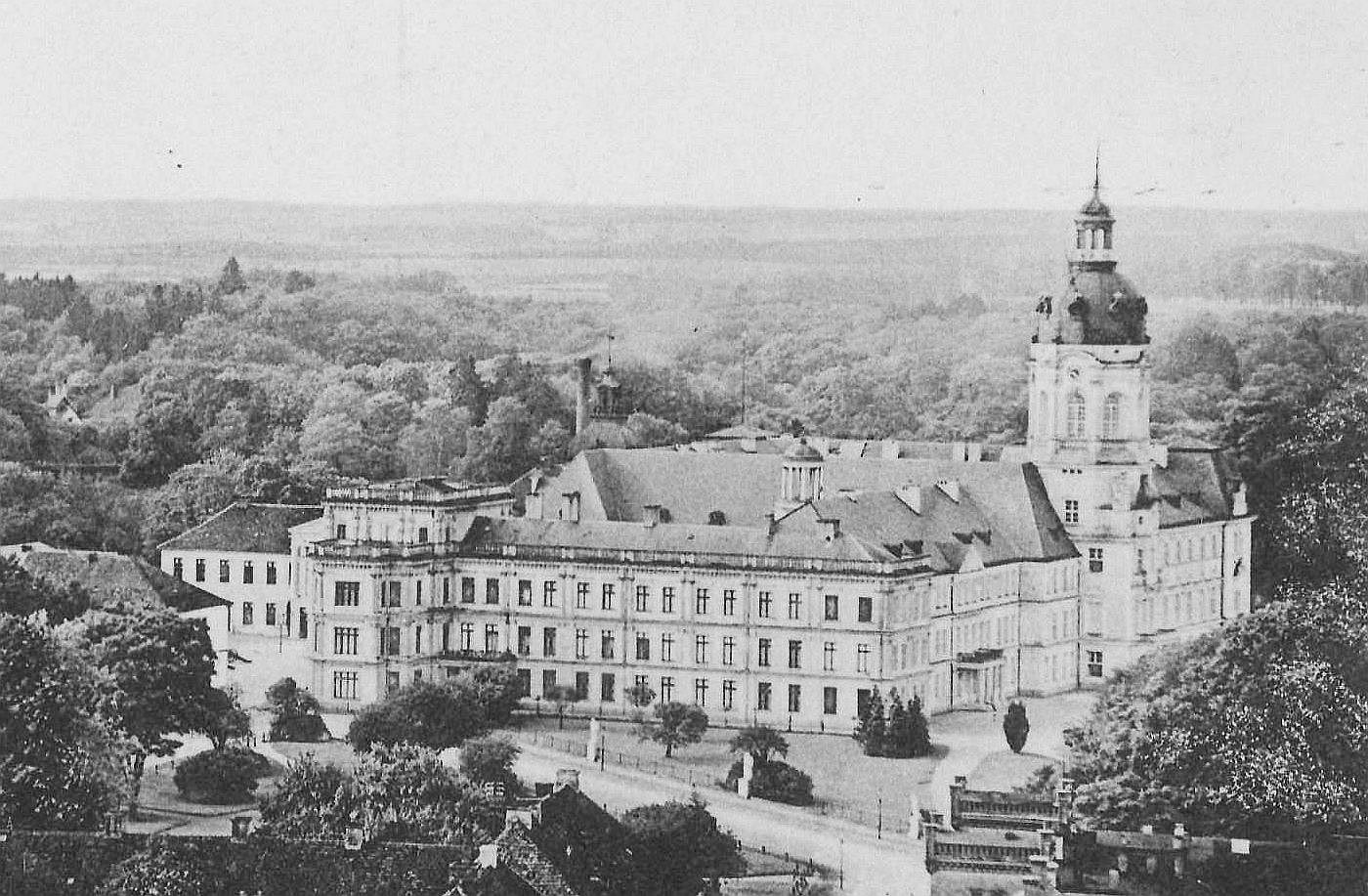
Palacio de Neustrelitz, en 1910 (destruido en 1945).

Consistía en dos partes segregadas de la región de Mecklemburgo: la mayor correspondiente al Señorío de Stargard con la residencia de Neustrelitz al sudeste del Gran Ducado de Mecklemburgo-Schwerin y la segunda, el Principado de Ratzeburg en el oeste. La primera bordeaba con las provincias prusianas de Pomerania y Brandeburgo, y la segunda bordeaba con el Ducado de Lauenburgo (incorporado a la Provincia de Schleswig-Holstein en 1876) y el territorio de la Ciudad Libre de Lübeck. Ciudades importantes en torno a Neustrelitz incluían Neubrandenburg, Friedland, Woldegk, Stargard, Fürstenberg, y Wesenberg. El Gran Ducado también comprendía las comendadorías de los Caballeros Hospitalarios de Mirow y Nemerow.

## Historia
El Ducado de Mecklemburgo-Strelitz, fundado en base al acuerdo dinástico del Tratado de Hamburgo de 1701, adoptó la constitución corporativa de su hermano gemelo, el Ducado de Mecklemburgo-Schwerin por un acta de septiembre de 1755. Durante las Guerras Napoleónicas escatimó la ocupación francesa gracias a los buenos oficios del rey Maximiliano I José de Baviera y su ministro Maximilian von Montgelas; el Duque Carlos II de Mecklemburgo-Strelitz declaró su neutralidad en 1806 y se unió a la Confederación del Rin en 1808; no obstante, se retiró en 1813 en la víspera de la campaña alemana en favor de una alianza contra Napoleón. Se unió a la Confederación Germánica fundada después del Congreso de Viena de 1815 como sucesora del disuelto Sacro Imperio Romano Germánico; tanto él como su primo Federico Francisco I de Mecklemburgo-Schwerin asumieron el título de gran duque (Großherzog von Mecklenburg).
Aunque el Gran Duque Federico Guillermo rechazaba abiertamente la anexión prusiana del Reino de Hannover, el Ejército prusiano había sido auxiliado por soldados de Mecklemburgo-Strelitz en la guerra austro-prusiana de 1866. En ese punto el Gran Ducado se unió a la Confederación Alemana del Norte y al reconstituido Zollverein. También en la guerra franco-prusiana de 1870/71, el Reino de Prusia recibió una valiosa asistencia de Mecklemburgo-Strelitz. 
En 1871 Mecklemburgo-Schwerin y Mecklemburgo-Strelitz se convirtieron en Estados del Imperio alemán. Mecklemburgo-Strelitz envió un miembro al Bundesrat, cámara de los Estados. No obstante, el Gran Duque todavía recibía el estilo de "Príncipe de los Wendos" y el gobierno interno de Mecklemburgo-Strelitz permaneció sin modernización. Objeto de mofa del propio Canciller Otto von Bismarck como refugio seguro ante una amenaza apocalíptica venidera "en un lugar donde todo pasa 50 años más tarde", el Gran Ducado siempre había tenido un gobierno de carácter feudal. Los Grandes Duques ejercían un poder absoluto a través de sus ministros, con un tipo de dieta anticuado representando las clases sociales. Se reunía durante una breve sesión anual, y en las otras ocasiones era representado por un comité consistente en los propietarios-caballeros de los diferentes estamentos (Rittergüter), conocido como Ritterschaft, y por el Landschaft, que estaba compuesto por representantes (burgomasters) de ciudades elegidas. 
Se produjo entonces una renovada agitación social en favor de una constitución más democrática, y el parlamento alemán (Reichstag) dio cierto respaldo a este movimiento. En 1904 Adolfo Federico V, un hijo del Gran Duque Federico Guillermo y de su esposa, la Princesa Augusta de Cambridge, se convirtió en el nuevo gran duque de Mecklemburgo-Strelitz. En 1907, el nuevo gran duque prometió una constitución a los súbditos del ducado, aunque esto se encontró con la oposición de la nobleza.

## Desenlace
La dinastía de Mecklemburgo-Strelitz llegó a su fin justo antes de la pérdida de la monarquía en los hechos asociados con la Primera Guerra Mundial. En ese tiempo, solo existían dos dinastas varones reconocidos supervivientes de Strelitz, el joven Gran Duque Adolfo Federico VI y su primo Carlos Miguel, que estaba en el servicio ruso, siendo hijo de la Gran Duquesa Catalina Mijáilovna. En 1914, antes de la proclamación de guerra entre Alemania y Rusia, el Duque Carlos Miguel renunció a su ciudadanía Mecklemburguesa. El 23 de febrero de 1918 el Gran Duque Adolfo Federico VI se suicidó, dejando a su primo Carlos Miguel como heredero al trono de Strelitz. Estando en Rusia, sin embargo, Carlos Miguel no asumió el trono, y en 1918 escribió al Gran Duque Federico Francisco IV de Mecklemburgo-Schwerin, quien actuaba como regente en Strelitz, afirmando que su deseo era renunciar a sus derechos de sucesión en Strelitz, aunque la carta solo fue recibida por Federico Francisco en 1919 después del fin de las monarquías alemanas, de modo que la cuestión sucesoria no pudo ser resuelta a tiempo.
La Casa de Mecklemburgo-Strelitz sobrevive en la actualidad, descendiente del Duque Jorge, el hijo morganático del Duque Jorge Alejandro con la Condesa Natalia Carlow y, a su vez, sobrino del Duque Carlos Miguel, quien lo adoptó en 1928. Jorge subsiguientemente asumió el título de "Duque de Mecklemburgo" (Su Alteza Serenísima) que fue reconocido por el Gran Duque Federico Francisco IV de Mecklemburgo-Schwerin. Más tarde recibió el tratamiento de "Alteza" por la Casa de Mecklemburgo-Schwerin. El nieto de Jorge, Borwin es el actual jefe de la Casa de Mecklemburgo-Strelitz.

## Honores
El condado de Mecklenburg, en Carolina del Norte, EE. UU., que incluye la ciudad de Charlotte, recibe su nombre en honor al ducado. La Ciudad de Charlotte, conocida como "The Queen City" (La Ciudad Reina) fue nombrada en honor a la reina Carlota (en inglés: Charlotte), esposa del rey Jorge III de Inglaterra. La reina Carlota era Princesa Carlota de Mecklemburgo-Strelitz, nacida el 19 de mayo de 1744. Era la hija menor del Duque Carlos Luis Federico de Mecklemburgo-Strelitz, Príncipe de Mirow, y de su esposa, la Princesa Isabel Albertina de Sajonia-Hildburghausen.

## Grandes Duques de Mecklenburgo-Strelitz, 1815-1918
- Carlos II (1815-1816)
- Jorge (1816-1860)
- Federico Guillermo (1860-1904)
- Adolfo Federico V (1904-1914)
- Adolfo Federico VI (1914-1918)
- Federico Francisco IV, Gran Duque de Mecklemburgo-Schwerin (1918, Regente)

## Jefes de la Casa de Mecklemburgo-Strelitz (post-monarquía)
- Carlos Miguel (1918-1934)
- Jorge (1934-1963)
- Jorge Alejandro (1963-1996)
- Borwin (1996-presente)
  - Heredero: Duque Alejandro de Mecklemburgo (nacido en 1991)